# خامیلنا
خامیلِنا (به اسپانیایی: Jamilena) یکی از دهستان‌های استان خائن در کشور اسپانیا است. این شهر با مساحت ۸٫۹۹ کیلومتر مربع، ۳۴۹۶ تن جمعیت دارد.